# Stazione di Treviglio
La stazione di Treviglio (denominata anche Treviglio Centrale) è la stazione ferroviaria dell'omonima cittadina bergamasca. Situata lungo la ferrovia Milano-Venezia, è capolinea delle linee per Bergamo e per Cremona.
Si trova a meridione del centro storico di Treviglio ed è la stazione principale della città, superando per numero medio di passeggeri al giorno la vicina stazione di Treviglio Ovest.

## Storia
L'impianto fu aperto il 5 marzo 1878 con l'inaugurazione del tronco diretto Treviglio-Rovato della ferrovia Milano-Venezia.
La stazione entrò nella Rete Adriatica passando in gestione alla Società Italiana per le strade ferrate meridionali nel 1885. Con la statizzazione delle ferrovie fu gestita dalle Ferrovie dello Stato dal 1905.
Prima del 1878, vi furono altre due stazioni che, in tempi diversi, ebbero la denominazione di Treviglio:
- la prima fungeva da capotronco del tratto ferroviario Milano Porta Tosa-Treviglio e che è anche denominata informalmente come Treviglio Molino;
- la seconda si trovava sul tronco della Milano-Venezia passante per Bergamo e Coccaglio. L'impianto era posizionato a meridione dell'attuale stazione di Treviglio Ovest.

### La prima stazione
La prima stazione di Treviglio, denominata informalmente Treviglio Molino, era posizionata ad est dell'attuale stazione centrale.
Fu costruita dalla Imperial-Regia Privilegiata Strada Ferrata Ferdinandea Lombardo-Veneta, la società che aveva ottenuto il Privilegio di costruire ed esercire la strada ferrata Milano-Venezia, detta anche Ferdinandea. L'intenzione originaria della società era di collegare Milano a Venezia passando direttamente per Brescia. Il tronco ferroviario che dalla stazione di Milano Porta Tosa giungeva alla stazione di Treviglio fu inaugurato il 15 febbraio 1846. Da quel giorno entrò in funzione il servizio ferroviario fra la cittadina bergamasca e la capitale lombarda e quello tramite diligenze fra Treviglio e Vicenza, dove iniziava l'altro tronco della Ferdinandea.
Nel 1852, la gestione della ferrovia e dei suoi impianti, tra cui la stazione trevigliese, passò alla Strade Ferrate Lombardo-Venete dello Stato. Nel 1856 si verificò un altro passaggio di proprietà, causata dalla crisi finanziaria dell'erario austriaco che cedette tutte le sue ferrovie ad un gruppo di banche, comprendenti la famiglia Rothschild. Esse costituirono la Imperial Regia Privilegiata Società delle ferrovie lombardo-venete, poi confluita tre anni dopo nella Imperial Regia Privilegiata Società delle ferrovie meridionali dello Stato, del Lombardo-Veneto e dell'Italia Centrale, quando lo stesso gruppo acquisì altre linee ferroviarie nell'impero austriaco

### La seconda stazione

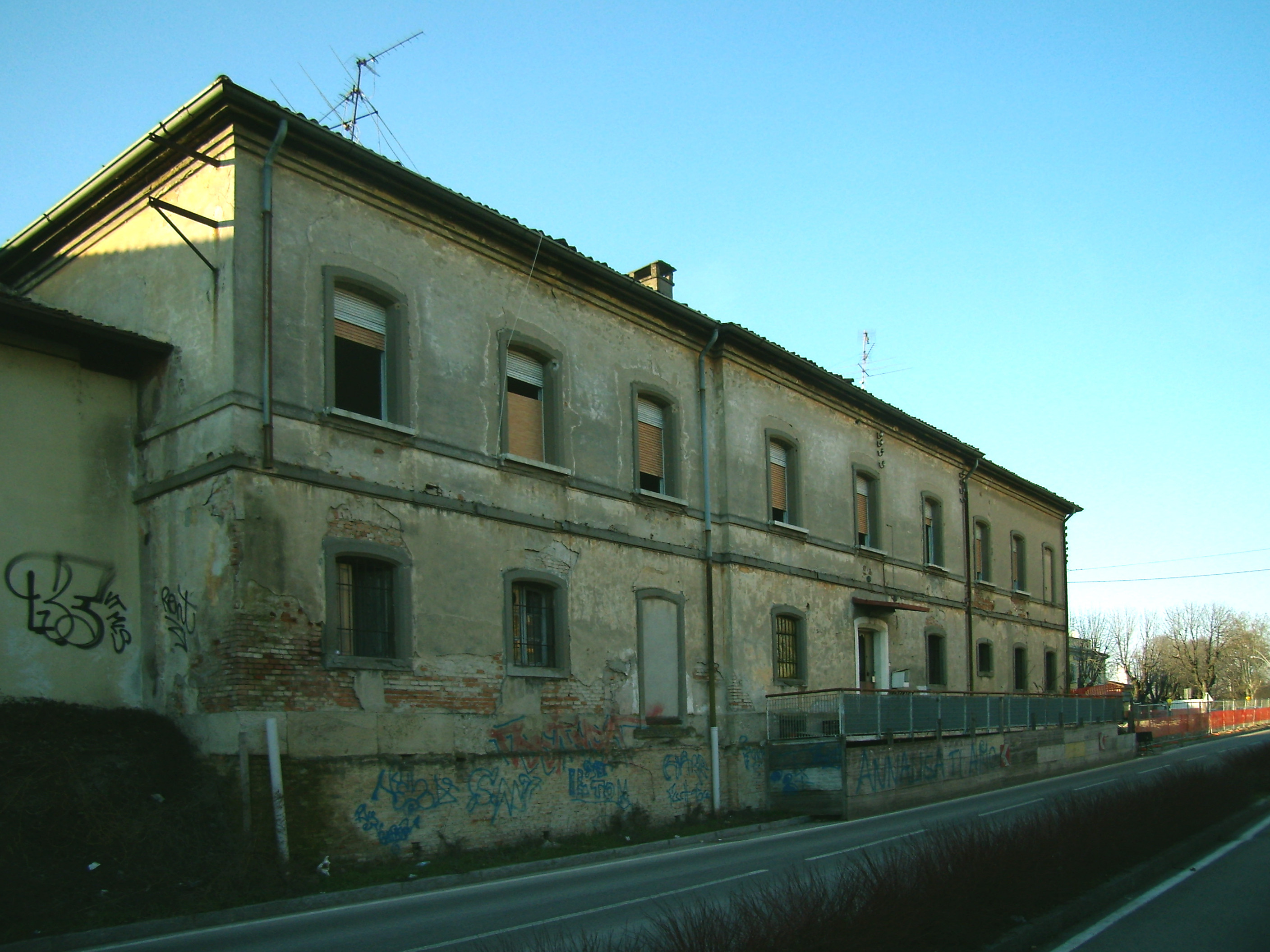
La seconda stazione di Treviglio

La seconda stazione era ubicata lungo l'attuale Treviglio-Bergamo a meridione dell'attuale stazione di Treviglio Ovest. Nei pressi di quest'impianto ferroviario, è presente il vecchio fabbricato viaggiatori utilizzato come abitazione per i ferrovieri.
La Società delle ferrovie lombardo-venete si era impegnata a completare la ferrovia Milano-Venezia con la Convenzione del 14 marzo 1856. Questa stabiliva l'obbligo di costruire il tronco Monza-Bergamo-Brescia anziché quello diretto passante per Treviglio. Per motivi prettamente economici, la società austriaca chiese ed ottenne di poter utilizzare il tronco già esistente tra Milano e Treviglio e di costruire una breve ferrovia diretta fra Treviglio e Bergamo. La nuova stazione sorse sulla nuova linea, a nord-ovest del paese, e fu aperta il giorno dell'inaugurazione della Treviglio-Bergamo-Coccaglio, mentre la vecchia stazione fu dismessa.
La gestione di quest'impianto passò alla Società delle Strade Ferrate della Lombardia e dell'Italia Centrale nel 1860 e cinque anni dopo alla Società per le Ferrovie dell'Alta Italia, le quali erano diverse denominazioni di società controllate dalla famiglia Rothschild.
La seconda stazione fu soppressa nel 1878 con l'apertura del tronco diretto Treviglio-Rovato e la conseguente dismissione del tracciato diretto fra questa stazione e quella di Caravaggio, quest'ultimo sostituito da un percorso passante per la nuova stazione della città.

## Strutture e impianti
Il fabbricato Viaggiatori è collegato ai binari tramite un sottopasso pedonale, che permette anche di raggiungere la parte di città posta a sud del tracciato ferroviario.

## Movimento
La stazione è nodo di interscambio tra la ferrovia Milano-Venezia, della quale accoglie i treni RegioExpress, e le linee per Bergamo e per Cremona. Oltre a essere servita dai treni regionali di queste tre linee, essa è anche fermata dei treni regionali che percorrono la direttrice Milano-Treviglio-Cremona.
Treviglio è capolinea delle linee del servizio ferroviario suburbano di Milano: linee S5 (Varese-Treviglio) ed S6 (Novara-Treviglio), svolte da Trenord, nell'ambito del contratto stipulato con Regione Lombardia.

## Servizi

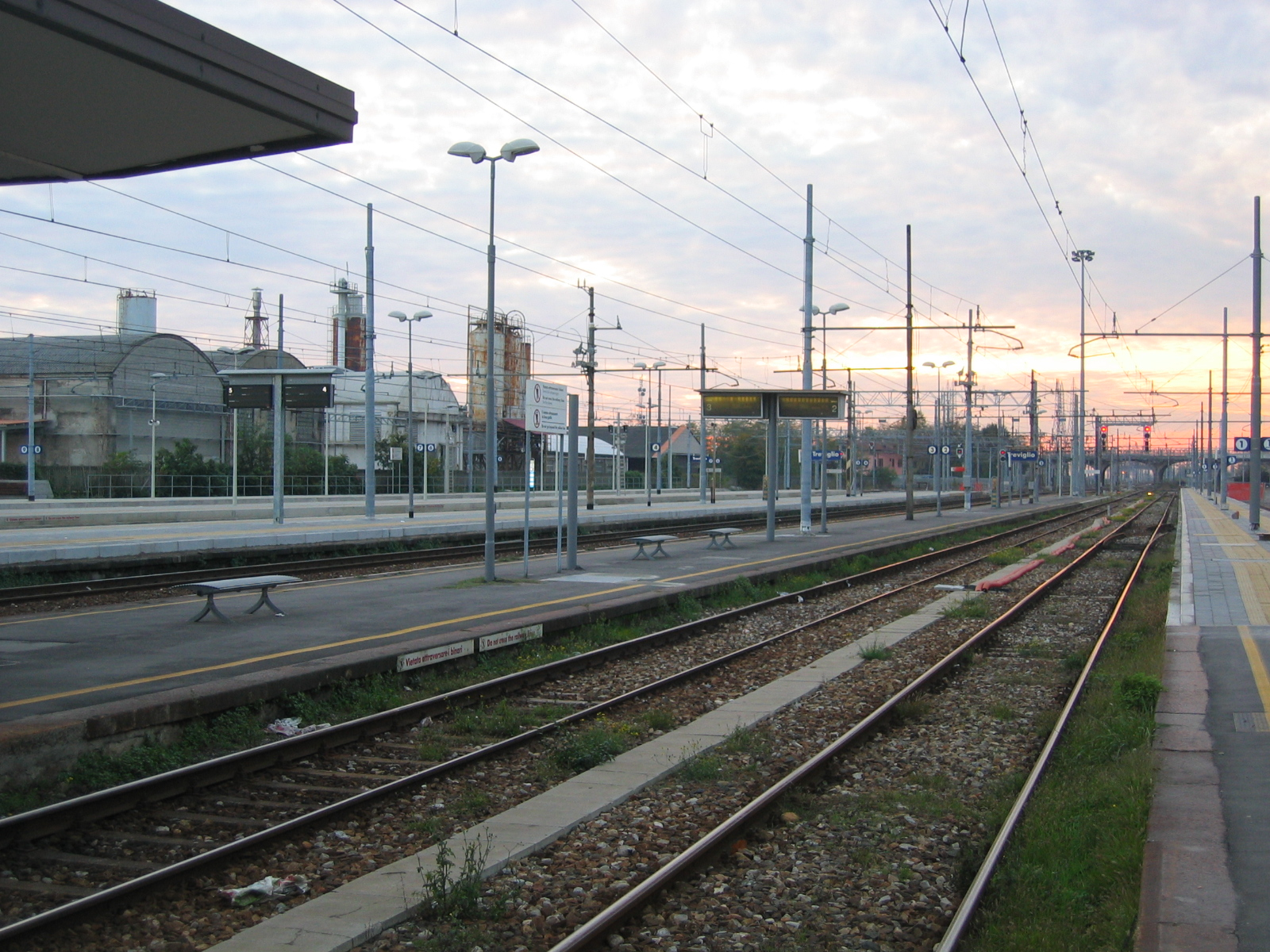
I binari della stazione

La stazione dispone di:
- Bar
- Biglietteria automatica
- Negozi
- Servizi igienici